# Maria Strandlund
Maria Strandlund Tomsvik, född Strandlund, född 17 augusti 1969, en före detta professionell tennisspelare från Sverige. Hon tävlade i Fed Cup från 1988 till 2000.
Efter avslutad karriär har hon bland annat varit kapten för svenska Fed cup-laget i tio år och blev 1997 expertkommentator i Eurosport. Uppdraget fick hon efter att Bengt Grive hörde av sig och frågade och sedan dess har hon växt till att bli en av Sveriges främsta och mest hyllade tennis-kommentatorer. 2016 fick hon uppdraget som landslagsansvarig för senior- och U18-landslaget.

## Privatliv
Maria Strandlund var gift med Mia Tomsvik och har två barn. Hon är en av få inom tennisvärlden som varit öppen med sin homosexualitet.

## WTA Tour-finaler

### Dubbel 2 (1 titel, 1 andraplats)
| Placering  | Nr | Datum           | Turnering       | Underlag   | Partner         | Motståndare                    | Resultat      |
| ---------- | -- | --------------- | --------------- | ---------- | --------------- | ------------------------------ | ------------- |
| Vinnare    | 1. | 24 oktober 1994 | Essen, Tyskland | Carpet (i) | Maria Lindström | Eugenia Maniokova Leila Meskhi | 6–2, 6–1      |
| Andraplats | 2. | 14 maj 1995     | Prag, Tjeckien  | Grus       | Maria Lindström | Chanda Rubin Linda Wild        | 7–6, 3–6, 2–6 |

## ITF-finaler

### Singel (1–4)
| $100,000-turneringar |
| $75,000-turneringar  |
| $50,000-turneringar  |
| $25,000-turneringar  |
| $10,000-turneringar  |

| Placering  | Nr | Datum             | Turnering         | Underlag | Motståndare i finalen | Resultat      |
| Vinnare    | 1. | 26 januari 1987   | Stavanger, Norge  | Carpet   | Petra Thorén          | 7-6, 6-2      |
| Andrapalts | 2. | 21 september 1987 | Llorca, Spanien   | Grus     | Janet Souto           | 6-1, 4-6, 4-6 |
| Andraplats | 3. | 8 februari 1988   | Stavanger, Norge  | Carpet   | Steffi Menning        | 4-6, 7-6, 4-6 |
| Andraplats | 4. | 29 januari 1990   | Danderyd, Sverige | Hard     | Nanne Dahlman         | 3-6, 3-6      |
| Andraplats | 5. | 10 augusti 1992   | Sopot, Polen      | Grus     | Radka Bobková         | 4–6, 6–4, 4–6 |

### Dubbel (10–8)
| Placering | Nr  | Datum             | Turnering                | Underlag       | Partner            | Motståndare i finalen                       | Resultat      |
| --------- | --- | ----------------- | ------------------------ | -------------- | ------------------ | ------------------------------------------- | ------------- |
| Tvåa      | 1.  | 19 januari 1987   | Stockholm, Sverige       | Carpet         | Jonna Jonerup      | Catrin Jexell Helen Olsson                  | 2–6, 3–6      |
| Vinnare   | 2.  | 2 februari 1987   | Hørsholm, Danmark        | Carpet         | Jonna Jonerup      | Maria Ekstrand Lone Vandborg                | 6–1, 6–3      |
| Tvåa      | 3.  | 21 september 1987 | Sibenik, Kroatien        | Grus           | Jonna Jonerup      | Yvonne der Kinderen Hester Witvoet          | 3–6, 3–6      |
| Tvåa      | 4.  | 26 oktober 1987   | Cheshire, Storbritannien | Carpet         | Paulette Moreno    | Eugenia Maniokova Natalia Medvedeva         | 2–6, 6–7      |
| Tvåa      | 5.  | 1 februari 1988   | Jönköping, Sverige       | Carpet         | Jonna Jonerup      | Jennifer Fuchs Jill Smoller                 | 2–6, 4–6      |
| Vinnare   | 6.  | 8 februari 1988   | Stavanger, Norge         | Carpet         | Jonna Jonerup      | Sophie Amiach Lisa Bobby                    | 6–2, 7–6      |
| Vinnare   | 7.  | 11 april 1988     | Caserta, Italien         | Grus           | Jennifer Fuchs     | Hellas ter Riet Olga Votávová               | 2–6, 6–3, 6–1 |
| Vinnare   | 8.  | 26 februari 1990  | Key Biscayne, USA        | Hard court     | Jennifer Fuchs     | Renata Baranski Linda Barnard               | 6–4, 6–4      |
| Tvåa      | 9.  | 15 april 1991     | Caserta, Italien         | Grus           | Jennifer Fuchs     | Inés Gorrochategui Andrea Vieira            | 2–6, 2–6      |
| Tvåa      | 10. | 10 maj 1992       | Porto, Portugal          | Grus           | Jennifer Fuchs     | Virginia Ruano Pascual Michelle Jaggard-Lai | 3–6, 5–7      |
| Tvåa      | 11. | 10 augusti 1992   | Sopot, Polen             | Grus           | Jessica Emmons     | Katarzyna Teodorowicz Markéta Stusková      | 4–6, 2–6      |
| Vinnare   | 12. | 14 september 1992 | Karlovy Vary, Tjeckien   | Grus           | Maria Lindström    | Kateřina Kroupová-Šišková Jana Pospíšilová  | 6–1, 6–2      |
| Vinnare   | 13. | 3 april 1994      | Moulins, Frankrike       | Grus           | Maria Lindström    | Katja Oeljeklaus Angelique Olivier          | 3–6, 7–6, 6–0 |
| Vinnare   | 14. | 10 april 1994     | Limoges, Frankrike       | Grus           | Isabelle Demongeot | Angelique Olivier Heidi Sprung              | 6–2, 6–2      |
| Vinnare   | 15. | 10 juli 1994      | Erlangen, Tyskland       | Grus           | Maria Lindström    | Janette Husárová Tina Križan                | 6–2, 6–2      |
| Vinnare   | 16. | 20 oktober 1996   | Cardiff, Storbritannien  | Hard court (i) | Anne-Gaëlle Sidot  | Shirli-Ann Siddall Amanda Wainwright        | 6–3, 6–3      |
| Tvåa      | 17. | 3 november 1996   | Stockholm, Sverige       | Hard court (i) | Nanne Dahlman      | Sandra Kleinová Helena Vildová              | 5–7, 4–6      |
| Vinnare   | 18. | 9 mars 1997       | Rockford, USA            | Hard court     | Janet Lee          | Elena Brioukhovets Noëlle van Lottum        | 7–6, 6–3      |